# Irene Oguiza
Irene Oguiza Martínez (Durango, 5 de enero de 2000) es una futbolista bizkaina que juega como medio en el primer equipo femenino del Athletic Club.
Se formó en las categorías inferiores del Ezkurdi K.T. y del Athletic Club. El 19 de enero de 2020 debutó con el primer equipo.
En febrero de 2020, después de un año de su lesión, volvió al primer equipo con dos goles.

## Estadísticas
| Equipo          | Div. | Temporada | Liga | Liga | Copa | Copa | Al que es | Al que es | Al que es |
| Equipo          | Div. | Temporada | JP   | G    | JP   | G    | JP        | G         |           |
| --------------- | ---- | --------- | ---- | ---- | ---- | ---- | --------- | --------- | --------- |
| Athletic Club B | 2.   | 2016/17   | 9    | 0    | 0    | 0    | 9         | 0         |           |
| Athletic Club B | 2.   | 2017/18   | 7    | 2    | 6    | 0    | 13        | 2         |           |
| Athletic Club B | 2.   | 2018/19   | 4    | 0    | 4    | 0    | 8         | 0         |           |
| Athletic Club B | 2.   | 2019/20   | 16   | 1    | 0    | 0    | 16        | 1         |           |
| Athletic        | 1.   | 2019/20   | 3    | 0    | 0    | 0    | 3         | 0         |           |